# NGC 6357
NGC 6357 ist ein Emissionsnebel im Sternbild Skorpion, welcher 5770 Lichtjahre von unserem Sonnensystem entfernt ist. Es handelt sich um ein Sternentstehungsgebiet nahe dem Milchstraßenzentrum und enthält eine Vielzahl heißer, junger Sterne sowie Gas und Staubwolken, die unter dem Einfluss von Ultraviolettstrahlung und Sternwinden zum Leuchten angeregt werden. Wegen seines Aussehens wird dieses Objekt auch Hummernebel genannt.
Innerhalb von NGC 6357 befindet sich der offene Sternhaufen Pismis 24.
Das Objekt wurde am 8. Juni 1837 vom englischen Astronomen John Herschel von Südafrika aus beobachtet.